# RSS Rolling Camera Eyeballs Danger
Eyeball — система удаленного видеонаблюдения.
Разработана израильской оборонной компании ODF Optronics.
Предназначена для выполнения поисковых и обследовательских работ. Система Eyeball выполнена в виде резинового шара размером с бейсбольный мяч, в который встроены видеокамеры. Eyeball забрасывается рукой в подозрительное строение или через препятствие и позволяет изучить ситуацию на интересующем объекте или участке местности, не подвергаясь опасности попасть под огонь противника. По сути это миниатюрный робот-разведчик.
Применялся в операции «литой свинец» (Сектор Газа, январь 2009).